# Giorgos Karaivaz
Giorgos (George) Karaivaz (griechisch Γιώργος Καραϊβάζ; * 16. November 1968 in Drama; † 9. April 2021 in Alimos) war ein griechischer Journalist und Blogger. Seine Ermordung auf offener Straße erregte internationales Aufsehen, weil Karaivaz als investigativer Journalist arbeitete, der auf Organisierte Kriminalität spezialisiert war.

## Privatleben
Karaivaz wurde am 16. November 1968 in Drama in der nordgriechischen Region Ostmakedonien und Thrakien geboren, wo er aufwuchs. Nach dem Abitur zog er nach Athen und begann dort als Journalist zu arbeiten.
Er war verheiratet und Vater eines Kindes.

## Beruflicher Werdegang
Giorgos Karaivaz begann seine journalistische Karriere 1989 bei der Zeitung Eleftheri Ora, wo er bis 1996 als Polizeireporter tätig war. Anschließend arbeitete er für verschiedene Medien, beispielsweise die Zeitungen Exousia und Eleftheros Typos sowie die Fernsehsender Skai TV und Ant1 TV. Daneben betrieb er mit bloko.gr einen eigenen Blog. Ein Schwerpunkt seiner Berichterstattung war die Organisierte Kriminalität in Griechenland.

## Ermordung
Karaivaz wurde am 9. April 2021 vor seinem Haus in Alimos, einem südlichen Vorort von Athen, von zwei maskierten Personen auf einem Motorrad mit insgesamt zehn Schüssen getötet. Nach Angaben der Polizei könnte es sich um Auftragsmörder gehandelt haben, das Ministerium für Bürgerschutz vermutet einen Zusammenhang mit Organisierter Kriminalität.
Die Ermordung von Giorgos Karaivaz erinnert an die Morde an den investigativen Journalisten Daphne Caruana Galizia auf Malta im Oktober 2017 und Ján Kuciak in der Slowakei im Februar 2018.

## Mordprozess
Im April 2023 wurden zwei Brüder im Alter von 41 und 39 Jahren als Tatverdächtige festgenommen und im Juni 2024 wegen Mordes vor Gericht gestellt. Beide Angeklagten wurden am 31. Juli 2024 freigesprochen.